# Аранка Сігал
Аранка Сіґал (ім'я при народженні — Аранка Мейзлік; 11 червня 1930 р., Берегове, Чехословаччина) — письменниця. Пережила Голокост.

## Діяльність
Аранка Сіґал (народилася як Аранка Мейзлік; 11 червня 1930 р., Берегово) — письменниця, яка пережила Голокост, лауреат премії "Newbery Honor та Boston Globe-Horn Book Award, присвоєна їй у 1982 році. , за найвідоміший з її творів — «На голові козла: Дитинство в Угорщині 1930—1944 рр.», спогади про її дитинство в Угорщині до її 12-місячного ув'язнення в нацистських концтаборах, Освенцим — Біркенау та Берген-Бельзен. Інші роботи: «Благодать у пустелі: Після визволення 1945—1948» та «Спогади про Бабі». Її романи продаються по всьому світу і були перекладені на кілька різних мов, включаючи, але не обмежуючись ними, англійську, французьку, угорську, італійську, японську, голландську та німецьку. Володіє шістьма мовами.

## Творчість
- Upon the Head of the Goat
- Grace in the Wilderness
- Memories of Babi (2008)